# Фрайштадт (Австрія)
Фрайштадт (нім. Freistadt) — місто в Австрії, у федеральній землі Верхня Австрія.
Центр округу Фрайштадт. Населення становить 7909 особи (на 1 січня 2018 року). Займає площу 12,88 км². 
Найближчими великими містами є Лінц, столиця Верхньої Австрії, приблизно за 40 км на південь, і Чеське Будейовіце, столиця Південної Богемії, приблизно за 60 км на північ.

## Історія
Територія навколо Фрайштадта потрапила під владу Баварського герцогства в сьомому столітті.
Фрайштадт був заснований до 1220 року. Бабенберзький герцог Леопольд VI проїхав цією територією в 1225 році. Найдавніша згадка про Фрінштат міститься в документі 1241 року, але в 1277 році Рудольф фон Габсбург згадував Фрайнштат в іншому документі. Його положення розділяло землі Габсбургів і Богемії, а також стояло на перехресті цінного торгового шляху солі та заліза, який діяв від доісторичних часів до Середньовіччя. Зовнішні та внутрішні стіни, вежі та ворота старого міста, побудовані в основному між 1363 і 1393 роками, існують і сьогодні.
Фрайштадт зазнав французьких вторгнень у 1805 і 1809 роках під час наполеонівських війн. З 1918 року Фрайштадт входить до складу землі Верхня Австрія. Після аншлюсу з Німеччиною 13 березня 1938 року місцевість була частиною Гау-Обердонау, але в 1945 році була відновлена до Бундесланду Верхньої Австрії.

## Визначні місця
Головний вхід до Старого міста здійснюється через Лінцерські ворота (Ворота Лінца). Простора Гауптплац (головна площа) оточена розмальованими фасадами відремонтованих будинків бюргерів. На найвищій точці Фрайштадта стоїть парафіяльна церква Св. Катерини (14-15 ст., перебудована в стилі бароко в 1690 р. і перебудована в готичному стилі в 1967 р.); зверніть увагу на переплетені ребристі склепіння на даху хору. У північно-східному куті площі ворота ведуть до замку Фрайштадт XIV століття з фортецею висотою 50 м/165 футів, де зараз розміщено Mühlviertler Schlossmuseum, місцевий музей із великою колекцією verre églomisé (скло, прикрашене шаром гравіювання золото). За межами Бьомертор (Богемські ворота) стоїть маленький Ліб 15 століття.